# 牛丘疹性口内炎
牛丘疹性口内炎（うしきゅうしんせいこうないえん、英:bovine papular stomatitis）とはポックスウイルス科に属する牛丘疹性口炎ウイルス感染を原因とするヒト、牛の感染症。
日本では家畜伝染病予防法において届出伝染病に指定されている。なお、日本獣医学会の提言で法令上の名称が「牛丘疹性口炎」（うしきゅうしんせいこうえん）から「牛丘疹性口内炎」に変更された。

## 特徴
経皮感染が主な感染経路。牛では症状として口腔粘膜に丘疹を形成し、まれに水疱や膿疱に進行する。病変部には細胞質内封入体（B型封入体）が形成される。初期症状が口蹄疫と類似しているため、鑑別が必要な場合がある。有効な治療法はないため、発症時は患畜を隔離することが主な対処法となる。